# Уриил (линейный корабль, 1715)
Уриил — парусный линейный корабль Балтийского флота Российской империи, спущенный на воду в 1715 году.

## Описание корабля
Корабль имел два дека. Вооружение корабля составляли 52 орудия калибра от 4 до 18 фунтов.
Корабль назван в честь одного из восьми христианских архангелов Уриила, был первым из четырёх парусных линейных кораблей российского флота, названных именем этого архангела. Также одноимённые парусные корабли строились в 1749 и 1802 годах для Балтийского флота и в 1840 году — для Черноморского.

## История службы
Корабль «Уриил» был заложен на верфи Архангельского Адмиралтейства в 1713 году. Постройку корабля вёл корабельный мастер Выбе Геренс. «Уриил» был спущен со стапеля в июне 1715 года.
Участвовал в Северной войне. 4 июня 1719 года участвовал в сражении у о. Эзель.